# Antiken- und Abguss-Sammlung der Universität Tübingen
Die Antiken- und die Abguss-Sammlung der Eberhard Karls Universität Tübingen sind zwei zusammenhängende universitäre archäologische Lehr- und Forschungssammlungen, die auf Schloss Hohentübingen untergebracht und zu großen Teilen öffentlich ausgestellt sind. Ihre Bestände umfassen rund 11.000 antike Objekte (namentlich Keramik, Bronzen sowie Skulpturen und Architekturteile) sowie knapp 1000 Gipsabgüsse nach antiker Skulptur und Kleinkunst. Zusammen mit der Sammlung antiker und nachantiker Münzen und Medaillen gehören sie zum Institut für Klassische Archäologie der Universität Tübingen. Sie sind zugleich Teil des Museums Alte Kulturen unter der Koordination des Museums der Universität Tübingen (MUT).

## Begründung der Sammlung
Als Geburtsstunde der Sammlung gilt das Jahr 1798, in dem der Stuttgarter Regierungsrat Carl Sigmund Tux (1715–1798) der Universität Tübingen seine – vom Vater geerbte – Münzsammlung sowie einige Bronzestatuetten vermachte. Diese sind heute alle als nachantik erkannt, mit Ausnahme des sogenannten Tübinger Waffenläufers, einem wichtigen Zeugnis der griechischen Kunst am Übergang von der archaischen zur klassischen Epoche. Die Münzen waren in einem spätbarocken Holzschränkchen, dem aufgrund seines Intarsienschmucks sogenannten Eichhörnchenschrank verwahrt. Obgleich Tux als Erblasser die Aufstellung des Schränkchens in der Bibliothek erbeten hatte, wurde es aus Sicherheitsgründen zunächst im Kernbau der Universität, der Alten Aula, verwahrt.

## Die Lehrsammlung des 19. Jahrhunderts
Erst 1834 wurde im nordöstlichen Turm des Schlosses Hohentübingen, das damals vor allem die Universitätsbibliothek beherbergte, ein Münz- und Antiquitäten-Cabinet eingerichtet, in das die Sammlung Tux einzog. Neben diese noch spärliche Originalsammlung traten ab 1836 Gipsabgüsse nach antiker Skulptur. Da der Raum für großformatige Abgüsse zu klein war, fanden diese im sogenannten Rittersaal im Nordflügel des Schlosses ihren Platz, der damals als Lesesaal fungierte. Die Leitung der Sammlung oblag dem Altphilologen Gottlieb Lukas Friedrich Tafel; maßgeblich betreut und für die Lehre genutzt wurde sie allerdings von seinem jüngeren Kollegen Christian Walz.

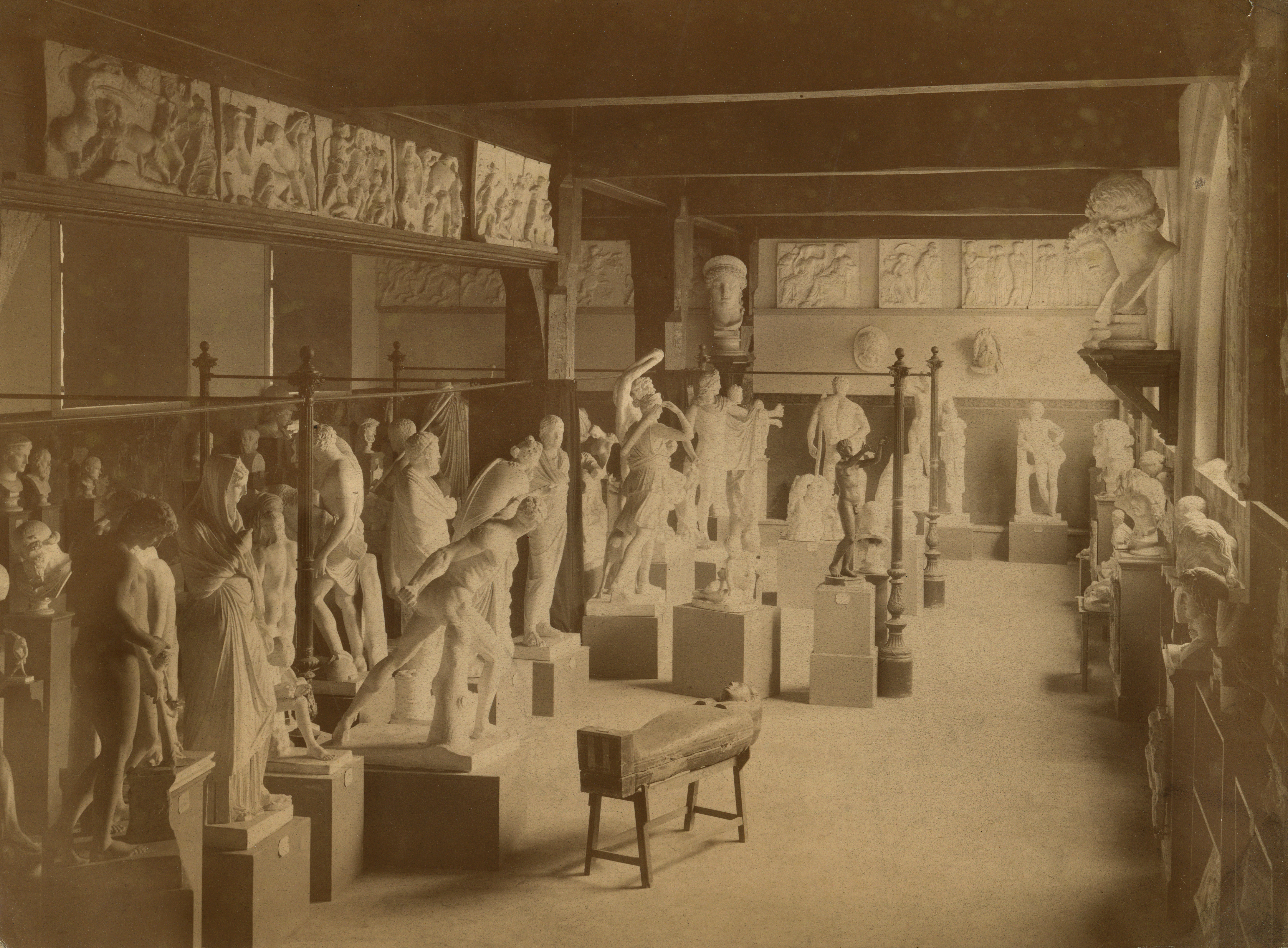
Abguss-Sammlung der Universität Tübingen, Aufstellung im Pfleghof, 1882

Mit der Einrichtung eines Lehrstuhls für Klassische Archäologie im Jahre 1865 wurde dessen Inhaber auch die Leitung der Sammlung übertragen. Ab dieser Zeit wuchs unter den Professoren Adolf Michaelis und Ludwig Schwabe vor allem die Abguss-Sammlung beträchtlich; vor diesem Hintergrund erfolgte 1881 der Umzug in das Gebäude des sogenannten Pfleghofs und die Umbenennung in Archäologische Sammlung.

## Die Lehrsammlung als öffentliches Museum
1908 zogen Sammlung und Institut erneut um, nun in das Gebäude Wilhelmstraße 9 (heute „Alte Archäologie“), wo sie bis 1994 bleiben sollten. Die Bestände der Antikensammlung erfuhren in dieser Zeit ihre bedeutendsten Zuwächse. Treibende Kraft war dabei der neuberufene Lehrstuhlinhaber Ferdinand Noack, der sich dabei auf das Mäzenatentum des Stuttgarter Industriellen Ernst von Sieglin, aber auch engagierte Kleinspender aus der Region stützen konnte. Er betrieb die Öffnung der Sammlung für das breitere Publikum, ließ Ansichtskarten drucken und verfasste 1911 einen ersten kurzen Führer. Es blieb Noacks Nachfolger Carl Watzinger vorbehalten, die wissenschaftliche Bearbeitung und Veröffentlichung namentlich der keramischen Bestände voranzutreiben.
1949 gelang unter dem neuen Institutsleiter Bernhard Schweitzer der Erwerb von Antiken und Aquarellen aus dem Nachlass des Stuttgarter Kunstprofessors Franz Otto Zaberer. Danach gab es nur noch sehr wenige eigenständige Ankäufe von Antiken, die Erweiterungen beschränkten sich weitgehend auf den Bereich der Abguss-Sammlung. Wie in vielen anderen universitären Sammlungen in Deutschland nahm dafür seit den 1990er Jahren die Ausrichtung von Sonderausstellungen stark zu. Befördert wurde dies auch durch die Sichtbarkeit eines neuen Standorts: Seit 1997 sind die Sammlungen auf Schloss Hohentübingen gemeinsam mit Beständen aus dem alten Ägypten, Vorderasien sowie urgeschichtlichen Funden in einem öffentlichen Museum ausgestellt (eröffnet am 1. Mai 1997 als Museum Schloss Hohentübingen, heute Museum Alte Kulturen).

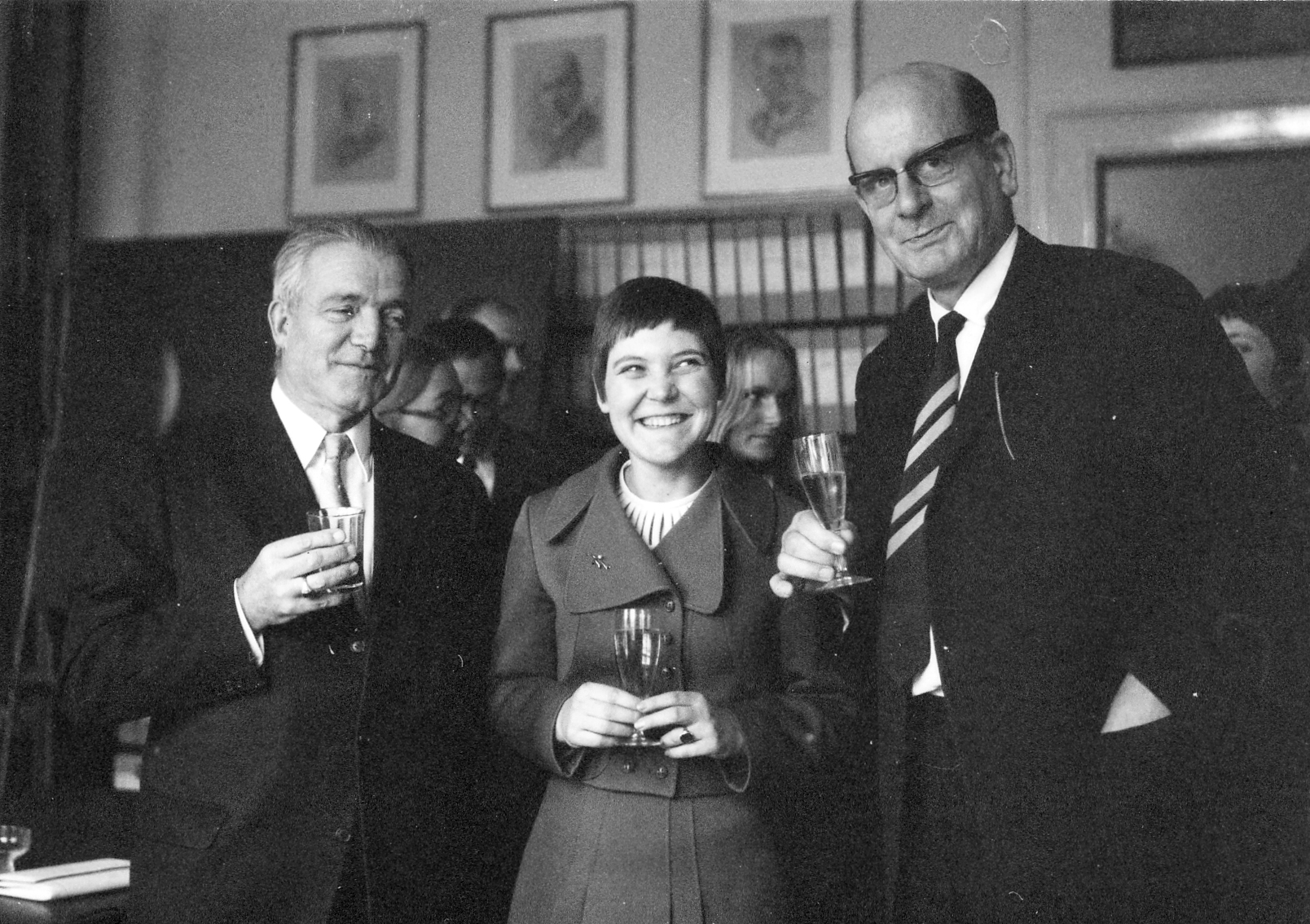
Gruppenbild (1971) mit Bettina von Freytag zwischen Otto Wilhelm von Vacano (l.) und Institutsleiter Ulrich Hausmann (r.)

Der Umzug der Sammlungen auf das Schloss war für die ältesten Bestände eine Rückkehr an ihren ersten Tübinger Aufstellungsort; so steht der Waffenläufer, der als ältestes Stück der Antikensammlung vielfach als deren Wahrzeichen genutzt wird, heute im gleichen Saal des Nordostturms wie schon in den mittleren Jahrzehnten des 19. Jahrhunderts; die Abguss-Sammlung nimmt nun den gesamten Rittersaal ein, ferner einen Annex, den sogenannten Westhof.
1961 wurde unter Schweitzers Nachfolger Ulrich Hausmann neben der Position des Leiters und Lehrstuhlinhabers die Stelle eines Kustos eingerichtet, der die Sammlung hauptamtlich betreut. Seitdem haben Otto Wilhelm von Vacano (1962–1975), Wolf-Dieter Heilmeyer (1975–1976), Bettina von Freytag (1976–2008), Natascha Kreutz (2009–2011), Kathrin Zimmer (2011–2015), Philipp Baas (2015–2017) und Alexander Heinemann (seit 2018) die Kustodenstelle innegehabt. Seit den 1960er Jahren verfügten die Sammlungen auch über eine ständige restauratorische Betreuung, zunächst durch Wilhelm Hirt, später durch Ursula Kling-Rau (1980–1992), Sönmez Alemdar (1993–2022) und Rebecca Sandbichler (2023–2025).

## Bestände
Die Antikensammlung umfasst originale Objekte von der frühen Bronzezeit (Troja-Funde aus den Grabungen Heinrich Schliemanns) bis in die Spätantike. Drei inhaltliche Schwerpunkte sind auszumachen:

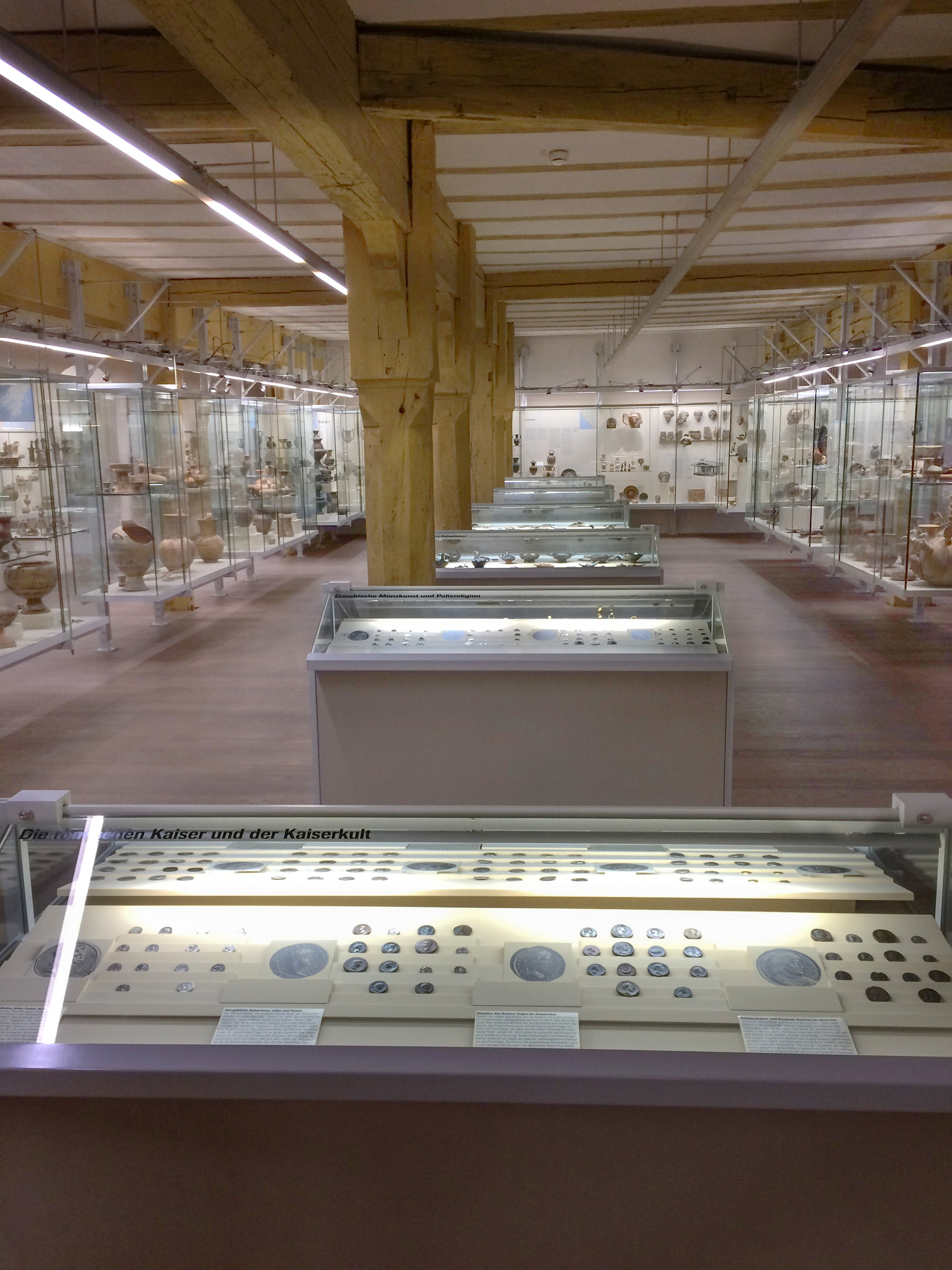
Antikensammlung Tübingen, Blick in den Großen Saal

- Antike Keramik: Ein Großteil der keramischen Bestände wurde 1910 aus der Sammlung des Archäologen Paul Arndt erworben. Hierzu gehören zahlreich wichtige Zeugnisse aus dem Bereich der griechischen Vasenmalerei, die in den sieben Tübinger Bänden des Corpus Vasorum Antiquorum Deutschland vorgelegt sind. Von Bedeutung ist außerdem die qualitätvolle Sammlung an reliefverzierter Terra Sigillata der frühen römischen Kaiserzeit, namentlich aus Arezzo; der von Hans Dragendorff erarbeitete Katalog der Tübinger Sigillata gilt als Standardwerk für die Erschließung der Gattung.
- Vorrömisches Italien: Stark vertreten sind auch Artefakte, die dem italischen, namentlich dem etruskischen Kulturraum zugeordnet werden, darunter Impasto- und Bucchero-Keramik sowie sog. Votivköpfe. Dem entspricht der Stellenwert dieses Themengebiets am Tübinger Archäologischen Institut, wo mit Otto Wilhelm von Vacano, Bettina von Freytag und Friedhelm Prayon Wissenschaftlerpersönlichkeiten tätig gewesen sind, die sich in Forschung und Lehre intensiv mit der etruskischen Kultur beschäftigt haben.
- Funde aus Alexandria: Zahlreiche Funde aus Ernst von Sieglins Grabungen in Alexandria (1899–1910) sind in die Sammlung eingegangen; zum Teil sind die Funde nicht von zeitgleichen Erwerbungen aus dem ägyptischen Kunsthandel zu trennen, die Sieglin und sein Expeditionsleiter Theodor Schreiber vor Ort tätigten. Die Figurinen aus Terrakotta und die Steinskulpturen sind in umfänglichen Katalogen vorgelegt.[2]

## Sonderausstellungen
- Tübinger Antiken. Griechische Kunstwerke aus dem Besitz des Archäologischen Instituts der Eberhard-Karls-Universität, 1962[3]
- Italische Antiken. Zeugnisse der vorrömischen Kultur Italiens aus dem Besitz des Archäologischen Instituts der Universität Tübingen, 1971[4]
- Antike und klassizistische Glyptik, 4.11.-17.12.1978
- Troja. Realität und Mythos im Spiegel der Denkmäler, 1991[5]
- Kleine Gypse. Wohnzimmerrezeption antiker Plastik, 30.3. - 2.5.1999 (in Zusammenarbeit mit dem Ludwig-Uhland-Institut für Empirische Kulturwissenschaft)[6]
- Wo aber der Wein fehlt, stirbt der Reiz des Lebens, 4.2.2011 - 3.4.2011
- Das andere Ägypten. Die Expedition Ernst von Sieglin nach Alexandria, 11.5.2012 - 30.9.2012[7]
- Täuschend Echt, 11.11.2013 - 8.2.2014[8]
- Fragmentierte Bilder. Die Campana-Reliefs des Instituts für Klassische Archäologie, 4.11.2016 - 19.2.2017[9]
- Antike im Druck. Zwischen Imagination und Empirie, 13.7. - 9.9.2018 (in Zusammenarbeit mit dem Institut für Kunstgeschichte)[10]
- Antike Rollenbilder. Wertvorstellungen in Münzbildern, 30.11.2018 - 10.2.2019[11]
- Der Tübinger Kanon. Wie die antike Skulptur an den Neckar kam, 22.2. - 7.4.2019
- Troia, Schliemann und Tübingen, 27.10.2022–21.05.2023 (unter Federführung des Museums der Universität Tübingen und des Instituts für Ur- und Frühgeschichte)[12]
- Broken Hero. Der Herakles Farnese in Tübingen, 26.10.2023 - 7.1.2024 (in Zusammenarbeit mit dem Institut für Kunstgeschichte)[13]